# Blessonville
Blessonville é uma comuna francesa na região administrativa de Grande Leste, no departamento de Haute-Marne. Estende-se por uma área de 9,76 km². Em 2010 a comuna tinha 197 habitantes (densidade: 20,2 hab./km²).